# Franz Xaver Wolfgang Mozart
Pour les articles homonymes, voir Mozart.
Franz Xaver Wolfgang Mozart, né le 26 juillet 1791 à Vienne et mort le 29 juillet 1844 à Carlsbad, est un compositeur, chef d'orchestre, professeur et pianiste autrichien, fils de Wolfgang Amadeus Mozart, et appelé parfois lui-même « Wolfgang Amadeus Mozart ». 
Si Leopold Mozart, très présent, a marqué de son empreinte sa vie durant Wolfgang Amadeus, Franz Xaver Mozart a sans doute été marqué tout autant par un père dont l'absence physique n'a pas empêché d'être un poids considérable, en un mot, celui du « génie » ; surtout à exercer dans le même domaine artistique que lui : « Le fils d'un homme de tant de mérites et aussi illustre ressent lourdement le poids des mérites et de la gloire de son père... » écrit un commentateur au début du XIXe siècle. Situation aggravée par la présence des contemporains Beethoven, de plus de vingt ans son aîné et Schubert son cadet de six ans, deux forces musicales et humaines tout aussi écrasantes, sur un musicien nommé sa vie durant, comme aujourd'hui « Wolfgang Amadeus Mozart, fils ».

## Biographie

### Jeunesse et formation
Franz Xaver Wolfgang est le benjamin des six enfants de Wolfgang Amadeus Mozart et Constanze Weber. Baptisé à la Cathédrale Saint-Étienne de Vienne, il est nommé Franz Xaver en hommage à Franz Xaver Süßmayr, compositeur et ami proche de Mozart. Il semble avoir toujours été nommé Wolfgang par ses parents. Mozart lui donne le petit nom de « Wowi ».

Son père meurt cinq mois après sa naissance, mais il reçoit néanmoins une excellente éducation musicale. Constance, musicienne elle-même, décide au vu de ses dons de lui donner une éducation en ce sens, dès ses deux ans : il a pour premier professeur de piano son frère aîné, Karl Thomas, et lors d'un séjour à Prague dès ses cinq ans (1796), il étudie avec Johann Nepomuk Hummel, le dernier élève de son père. 

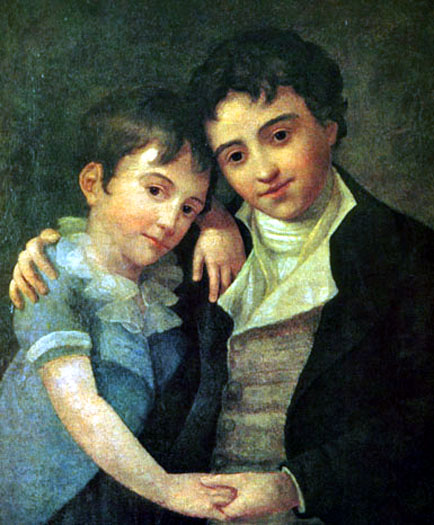
Les deux enfants de Mozart qui ont survécu : Franz Xaver à sept ans et Karl Thomas à quatorze ans (droite). Portraits peints en 1798, par le danois Hans Hansen (1769–1828).

De retour à Vienne, il suit les cours de théorie et de composition de l'élève favori de Haydn, Sigidmund Neukomm (1797). Il se produit pour la première fois dans le salon de sa mère en 1801 et sa première composition date de l'année suivante. La première œuvre publiée (1805) est un quatuor à cordes en sol mineur, composé deux ans plus tôt. 
Ses débuts en public ont lieu lorsqu'il a 13 ans, le 8 avril 1805 au Theater an der Wien, le lendemain de la création de la Symphonie Eroica de Beethoven. Le programme était constitué d'une cantate en hommage à Haydn (dont c'était l'anniversaire, et composée à l'exception du 1er chœur par Griesinger selon sa lettre à Härtel du 16 mars 1805), du concerto pour piano n° 25 KV 503, de la Symphonie n°40 K 550 de son illustre père et des variations op. 2 composées par lui-même sur le Don Giovanni de son père. Le jeune Mozart fut présenté par sa mère Constanze et par son oncle Joseph Lange qui fit un petit discours. Johann Andreas Streicher, le père du facteur de pianos, qui s'est engagé dans l'éducation de l'enfant, estimait qu'une aria de la cantate « n'aurait pas manqué d'honorer son père ». La gazette le Berliner Musikzeitung de Johann Friedrich Reichardt rend compte du succès en ces mots : « Il joue fort bien pour son âge ; et la cantate a plu ». 
Le concert est un important succès financier et permet à Franz Xaver de poursuivre ses études : il apprend l'italien, le français et l'anglais, et la musique avec Hummel et Antonio Salieri :
| « Io […] faccio fede che il giovine Signor Wolfango Amadio Mozart, già bravo suonatore di Pianoforte, ha un talento raro per la Musica […] e […] ne prognostico una riuscita non inferiore a quella del suo celebre Padre.– Antonio Salieri, 1807. » |  |  | « Je certifie que le jeune Wolf[g]ang Amadeus Mozart, déjà très bon joueur de pianoforte, a un talent rare pour la musique […] et je pronostique que sa réussite ne sera pas inférieure à celle de son célèbre père. » |

### Carrière
Franz Xaver en 1808, à tout juste 17 ans, donne ses premières leçons de piano aux enfants du comte Viktor Bawarowski à Pidkamin en Galicie. La fille du comte deviendra une pianiste renommée. Après trois ans aux services de l'aristocratie, il s'installe à Lemberg (aujourd'hui Lviv en Ukraine) pour y vivre de la musique. En 1811 paraît son premier concerto, op. 14, chez Breitkopf à Leipzig (qu'il avait terminé dès 1808), il a vingt ans. Il donne un concert complet de ses œuvres pour son anniversaire, comprenant sans doute, le concerto. 
Lors de la parution de sa sonate op. 10, un commentateur resté anonyme s'inquiète de la difficulté de porter un nom célèbre, tel que celui de Mozart :

« Le fils d'un homme de tant de mérites et aussi illustre ressent lourdement le poids des mérites et de la gloire de son père, surtout s'il choisit d'exercer la même activité que celui-ci... Le fils du grand Mozart semble aussi ployer sous cette lourde charge et il faut dire que jusqu'alors il n'a rien fait connaître qui fasse de lui une exception à cette règle. »

Il aime d'un amour profond la comtesse Joséphine Baroni-Cavalcabò, la mère de l'une de ses élèves, Julie Baroni-Cavalcabò, installées depuis 1819 à Lemberg. Ils vécurent ensemble après la disparition de son mari, mais ne se marièrent pas et n'eurent aucun enfant ensemble. 

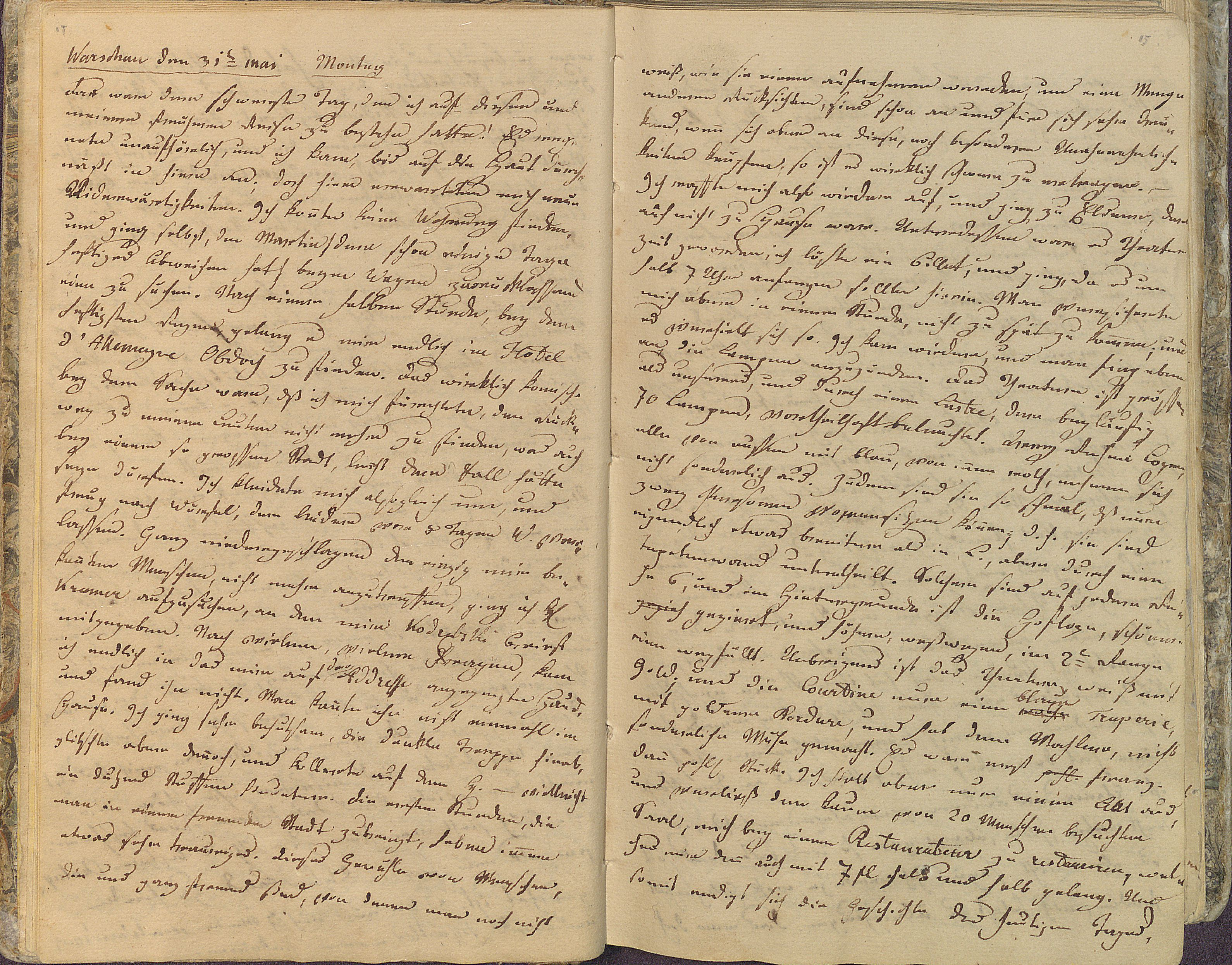
Deux pages du Journal de voyage 1819-1820 de Franz Xaver Wolfgang Mozart (Bibliothèque du Conservatoire royal de Bruxelles, B-Bc, FH-162).

Il reste près de trente ans à Lemberg. Après un concert d'adieu le 17 décembre 1818 avec la première de son second concerto, op. 25 (gravé chez Peters à Leipzig), et même si la Wiener Allgemeine Musikalische Zeitung rapporte que le concerto a « laissé froid », il entreprend une tournée de près de trois années où le concerto rencontre toujours le succès, se produisant à Varsovie, Elbing, Danzig et dans les territoires allemands, en Suisse, en Bohème, au Danemark, en Russie et dans le nord de l'Italie (1819–1821). Pendant ce périple, il note dans son journal les faits marquants. Il effectue d'autres voyages plus brefs ensuite.
Dans les années 1820, François-Xavier est l'un des cinquante compositeurs à écrire une variation sur un thème d’Antonio Diabelli.
Il retourne à Lemberg, formant le Cecilienchor un grand chœur amateur en 1826 jusqu'en 1829, dirigeant notamment le Requiem de son père à la cathédrale. Il accepte le poste de direction de l'opéra en 1834. En 1838, il retourne dans sa ville natale, Vienne, où il donne des leçons de piano et est apprécié pour ses participations à des ensembles de musique de chambre. En 1842, il fait sa dernière apparition publique dans le concerto en ré mineur, Kv 466,, lors des fêtes d'inauguration du Mozarteum de Salzbourg, Constance échouant à le faire nommer directeur. 
Ses dernières années sont vécues dans un grand isolement, son état de santé se dégradant. Ses élèves, qui l'admiraient, cherchaient en vain à le réconforter. L'un de ceux-ci, Ernst Pauer, l'accompagne à Carlsbad en juin 1844, où il meurt le 29 juillet 1844. Il y est enterré, après une cérémonie à l'église du doyenné lors de laquelle est interprété le requiem de son père. Le poète Franz Grillparzer a écrit un poème en hommage au musicien : Am Grabe Mozart des Sohnes [Sur la tombe de Mozart fils] (1844).

## Œuvres
Franz Xaver Mozart laisse une symphonie, deux concertos pour piano, de la musique de chambre avec piano, des lieder, et de la musique pour piano : une sonate, douze polonaises, d'autres danses et des pièces isolées tel un rondo en fa majeur, dont les 16 premières mesures ont été écrites, puis abandonnées par son père.
Le catalogue FXWM est paru chez Bärenreiter à Cassel en 2009.
Opus
- Opus 1 : Quatuor avec piano en sol mineur (pub. 1802)
- Opus 2 : Variations en fa majeur sur le menuet du Finale de Don Giovanni de Mozart (1805)
- Opus 3 : Variations en la majeur
- Opus 5 : 8 Deutsche Lieder
- Opus 6 :  Variations en fa majeur
- Opus 7 : Sonate pour violon et piano en si-bémol majeur
- Opus 8 :  Variations en sol mineur
- Opus 9 : 6 Lieder
- Opus 10 : Sonate pour piano en sol majeur, FXWM VII:8 (juillet 1807)
- Opus 11 : 6 pièces pour flûte et deux cors
- Opus 12 : Romanze (In der Vater Hallen ruhte)
- Opus 13 : Aria buffa d'après l'opéra Der Schauspieldirektor de Mozart
- Opus 14 : Concerto pour piano no 1 en ut majeur (1808, pub. 1811)
- Opus 15 : Sonate pour violon et piano en fa majeur
- Opus 16 : 7 Variations en ré majeur d'après le Coriolano de Giuseppe Nicolini (1813)
- Opus 17 : 6 polonaises mélancoliques (1816)
- Opus 18 : 7 Variations en ré mineur sur une mélodie russe (1809, pub. 1820)
- Opus 19 : Sonate pour violoncelle (ou violon) et piano en mi majeur (pub. 1820 Leipzig chez Peters)
- Opus 21 : 6 Lieder
- Opus 22 : 4 polonaises mélancoliques (1820)
- Opus 23 : 5 Variations en ut majeur sur la romance À peine sortie de l'enfance du Joseph de Mehul (28 octobre 1816, pub. 1820/24) Dédiées à Joséphine Baroni-Cavalcabò. (Jusqu'en 1994 la pièce était attribuée au jeune Liszt — cinq ans ou neuf lors de la publication —, et portait le numéro de catalogue S147a)
- Opus 24 : An Emma, lied
- Opus 25 : Concerto pour piano no 2 en mi-bémol majeur (1818) Création à Lemberg le 17 décembre 1818
- Opus 26 : 2 polonaises mélancoliques (après 1821)
- Opus 27 : 3 Deutsche Lieder
- Opus 28 : Der erste Frühlingstag, cantate pour solistes chœur et orchestre
  - Engel Gottes künden, Weihnachtslied (arr. d'un duo extrait de la cantate op. 28)
- Opus 29 : Frühlingsgruß, lied
- Opus 30 : Festchor pour l’inauguration du monument Mozart de Salzbourg (1840)

Sans opus
- Rondo en fa majeur (1802)
- Cantate pour le 73e anniversaire de Joseph Haydn (1805, perdue)
- Marche en sol majeur pour piano, FXWM VII:9 (février 1809)
- Ländler en sol majeur pour piano, FXWM VII:19 (septembre 1810)
- Danse allemande en ré mineur pour piano, FXWM VII:23 (1812)
- Danse allemande en sol mineur pour piano, FXWM VII:24 (1812)
- Fantaisie en la majeur, pour piano sur un thème russe et polonais : Tschem tebja ja ogortschila et Krokowiak, FXWM VII:30 (1815)
- Andantino en la majeur pour piano, FXWM VII:41 (août 1841)
- Mouvement de sonate pour flûte et piano, en mi mineur (« Rondo »)
- Symphonie

## Discographie
Piano
- Musique pour piano vol. 1, Polonaises et Rondo - Susanne von Laun, pianoforte (2009 - Musicaphon M 56921)
- Musique pour piano vol. 2, Variations - Susanne von Laun, pianoforte (2012 - Musicaphon M 56946)
- Musique pour piano vol. 3, Sonates et danses - Susanne von Laun, pianoforte (2014 - Musicaphon M 56962)
- 6 Polonaises mélancoliques op. 17, Variations op. 23 - Klaus Hellwig, piano (1991 - Koch 3-1828-2)
- Variations op. 23 - Leslie Howard, piano (volume 26 The Young Liszt Hyperion)

Chambre
- Sonate pour violoncelle et piano, op. 19, Rondo pour flûte et piano - Christian Gurtner, flûte ; Tamas Varga, violoncelle ; Manon Liu Winter, piano (2004 - Cavalli Records)
- Intégrale de la musique de chambre, op. 1, 7, 15, 19 - Aaron Beofsky, violon ; Suren Bagrutani, violoncelle ; Kathryn Votapel, alto ; Christopher Harding, piano (mai 2010, Equilibrium EQ115) (OCLC 862151644)
- Intégrale de la musique de chambre - Trio Ravinia : Rainer Schmidt, violon ; Hartmut Rohde, alto ; Peter Hörr, violoncelle ; Saiko Sasaki, piano (Divox CDX-29309)

Concertos et orchestre
- Concertos pour piano nos 1 et 2 - Klaus Hellwig, piano, Orchestre Symphonique de la Radio de Cologne, dir. Roland Bader (1982, Koch 311 004) (OCLC 20637664)
- Concerto pour piano no 2 - Philippe Entremont (piano), Sebastian Knauer, Niederländisches Kammerorchester (2000, Berlin Classics)
- Concertos pour piano nos 1 et 2 - Henri Sigfridsson (piano), Orchestre Symphonique de Lemberg, dir. Gunhard Mattes (2005, Novalis 150 175-2)
- Concertos pour piano nos 1 et 2 - Orchestre symphonique de Saint-Gall, dir. et piano Howard Shelley (2015, Hyperion)
- Sinfonia del Sig. Wolfgango Mozart figlio - Orchestre Symphonique de Lemberg, dir. Gunhard Mattes (2006, Novalis)

Vocale
- Lieder de l'autre Mozart - Barbara Bonney, soprano ; Malcolm Martineau, piano (2006, Decca)

### Écrits
- (de) Franz Xaver Wolfgang Mozart (W. A. Mozart Sohn), Reisetagebuch 1819–1821 [Carnet de Voyage]. Rudolph Angermüller (éd.). Bad Honnef (K. H. Bock), 1994.  (ISBN 978-3-8706-6332-2)

### Partitions
- Œuvres pour piano, volume 1, Munich G. Henle Verlag, 2011 (ISMN 979-0-2018-0958-8)
- Œuvres pour piano, volume 2, Munich G. Henle Verlag, 2011
- Sonate pour flûte et piano, Munich G. Henle Verlag, 2012